# Linda Bresonik
Linda Bresonik (Essen, 12 de dezembro de 1983) é uma futebolista alemã. Foi medalhista olímpica pela seleção de seu país.

## Carreira
Em 2009, foi campeã européia na Finlandia pela seleção alemã. Jogando pelo seu clube, FCR Duisburg, venceu a Taça UEFA 2009 e DFB Cup 2009.